# Candi Staton
Candi Staton, född som Canzetta Maria Staton 13 mars 1940 i Hanceville i Alabama, är en amerikansk gospel- och soulsångerska. Hon är mest känd för sin låt Young Hearts Run Free som var en stor hit när den släpptes 1976. Hon är invald i Christian Music Hall of Fame.